# Tachina inquilina
Tachina inquilina là một loài ruồi trong họ Tachinidae.